# Comité Olímpico e Desportivo de Macau
Das Comité Olímpico e Desportivo de Macau, China (CODM, auch Macau Sports and Olympic Committee) ist das Nationale Olympische Komitee (NOK) von Macau, einer Sonderverwaltungszone der Volksrepublik China. Es hat seinen Sitz im Complexo Desportivo Internacional do COTAI Bowling Centre am Macau Olympic Complex in der Rua do Desporto, 185 - 195. Präsident ist Keng Chio Lo.(Stand 2014)
Das CODM ist Mitglied im Verband der asiatischen NOK, dem Olympic Council of Asia (OCA), und in der Vereinigung der Portugiesischsprachigen Olympischen Komitees, der ACOLOP. Das CODM beherbergt zudem den Sitz der ACOLOP.

## Geschichte
Seit der Errichtung einer ersten Siedlung 1557 war Macau eine portugiesische Kolonie. 1987 einigten sich China und Portugal auf die Rückgabe Macaus im Jahr 1999. Ebenfalls im Jahr 1987 gründete sich das CODM, zunächst als Comité Olímpico de Macau (COM). Im Jahr 1989 wurde der Verband durch den asiatischen olympischen Verband OCA anerkannt, da bereits als CODM. Eine Anerkennung durch das Internationale Olympische Komitee (IOC) erfolgte bisher nicht, so dass Macau bei keinen Olympischen Spielen teilnahm.(Stand 2014)
Macau nahm an allen Asienspielen teil, seit dem ersten Auftritt macauischer Athleten bei den Asienspielen 1998 in Bangkok, wo sie eine Silbermedaille gewinnen konnten. Die bisher einzige Goldmedaille gewann Macau bei den Asienspielen 2010 im chinesischen Guangzhou.(Stand 2014)
Das CODM gehörte 2004 zu den Gründungsmitgliedern der ACOLOP. Seither nahm das Land an allen Jogos da Lusofonia teil, den von der ACOLOP veranstalteten Spielen der Gemeinschaft der Portugiesischsprachigen Länder. Das CODM war Gastgeber der ersten Jogos da Lusofonia 2006. Bei allen Spielen konnten die Athleten aus Macau Medaillen gewinnen. Mit 15 Goldmedaillen waren sie bei den Jogos da Lusofonia 2014 im indischen Goa dabei besonders erfolgreich.